# Шотозеро

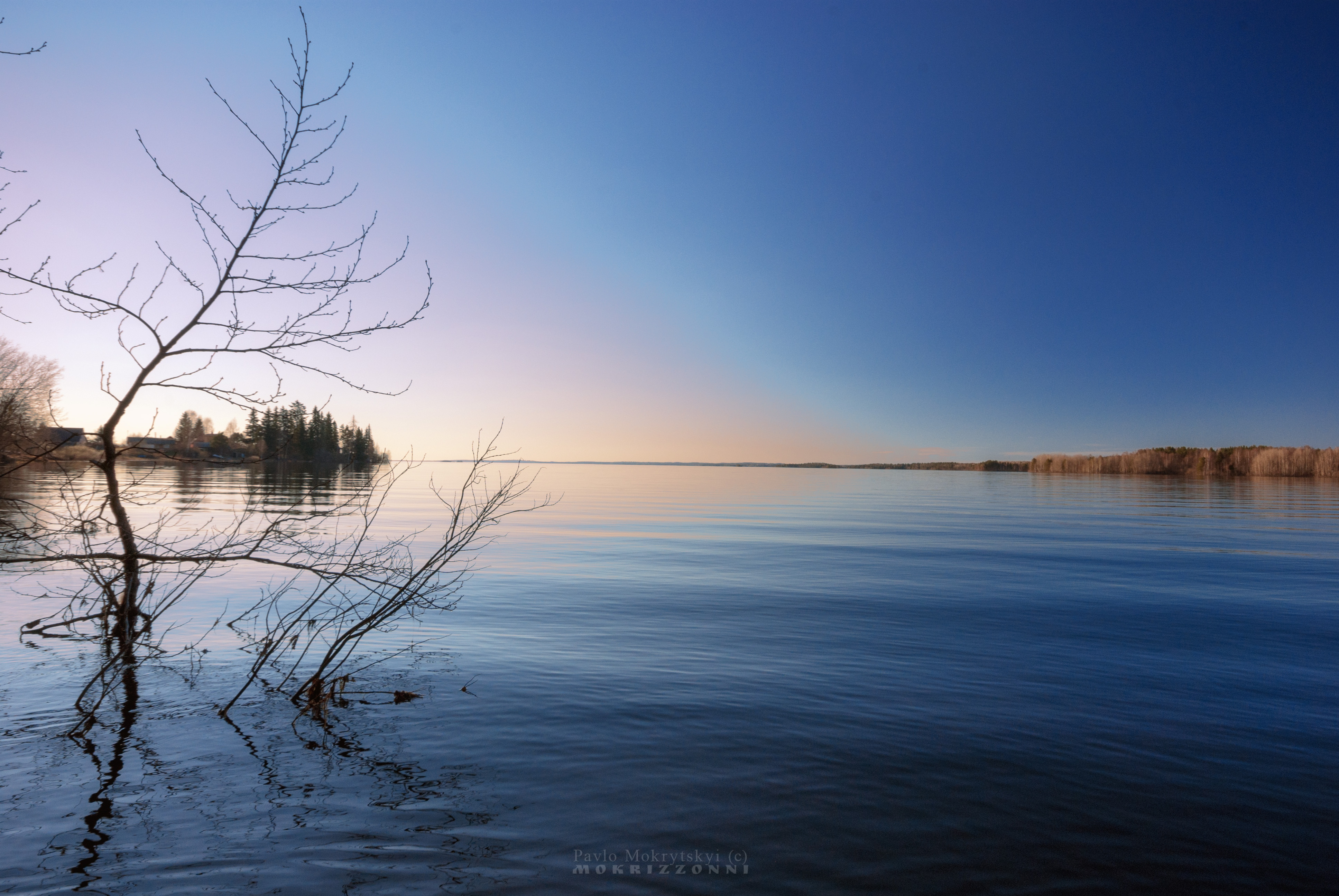
міні

Шотозеро (напівкалька фін. Sotjärvi, карел. Šotjärvi) — озеро в південній частині Республіки Карелія (Пряжинський район), Росія.

## Загальні відомості
Площа поверхні — 74,04 км², площа водозбірного басейну — 5548 км². Висота над рівнем моря — 91 м.
Велика частина узбережжя належить до Ессойльського сільського поселення. Шотозеро овальної форми, витягнуте із північного заходу на південний схід. Вода коричневого відтінку.
Через Шотозеро протікає річка Шуя, що доставляє 92 % всього обсягу припливу води. В озеро впадають річки Міккеліца та Педлоєги . Хід рівнів Шотозера характеризується максимумом у травні — червні, мінімумом у серпні — вересні. Середня багаторічна амплітуда коливань рівня води становить 185 див. Максимальні глибини розташовуються у центральній частині озера (дві глибоководні западини тектонічного походження).
На озері є 43 острови, загальною площею 0,36 км.
Рудні відкладення у вигляді кірки, завтовшки близько 1 см, займають понад 40 % площі дна і розташовуються на глибинах від 2 до 4 м. На глибинах понад 4 м поширені темно-зелені мули. Кам'янисті ґрунти, що включають валуни, щебінь, гальку та пісок займають близько 10 % площі дна. Котловина льодовиково-тектонічного генези.
В окремі роки в середині липня середня поверхнева температура води може становити 19,5 °C, придонної 17,9 °C. Середні температури води в період льоду (середина квітня) складають під льодом 1,2 °C, в придонному шарі 3,5 °C, для озера в середньому 2,4 °C. Озеро звільняється з льоду на початку травня, замерзає в листопаді — грудні. Середня кількість діб з льодовими явищами становить 135, за можливих значних коливань від 90 до 180 діб.
Уздовж берегової лінії, біля усть річок і струмків спостерігаються зарості очерету, латаття, кубочки та іншої вищої водної рослинності. У складі зоопланктону спостерігається велика (до 90 % біомаси) питома вага ракоподібних, яка зумовлює його кормову цінність для риб.
На північно-західному березі озера розташовані селища Соддер, Нові піски, село Каменьнаволок . На південно-східному березі розташоване село Салмениця.
У 1950-1960-х роках. використовувалося Петрозаводською сплавною конторою для сплаву лісу, працювали катери «Схід» та «Штиль».

## Назва
У назві Шотозера простежується саамське коріння. У письмових матеріалах XVII століття Шотозеро названо Шондозеро, а річка Шуя як вище, і нижче озера — річкою Шондою (Шойдою) чи Шондорою. У саамській дієслівній основі «šönte» — розрізати, прорізати, тобто Шотозеро — озеро, яке «прорізає» річка.
Фінська назва озера Sotjärvi (фін. järvi — озеро) зберігається в назві селища Соддер (фін. Sotka).

## Фауна
В озері мешкають 16 видів риб, серед них окунь, плітка, сиг, ряпушка, єлець, в'язь, минь, щука, судак, лящ, сом, верховодка, йорж.
На південному узбережжі Шотозера переважають ялина та змішаний ліс, на північному — сосна та змішаний ліс.

## Дані ГВР
За даними геоінформаційної системи Федерального агентства водних ресурсів озеро відноситься до Балтійського басейнового округу, річкового басейну річки Нева, підбасейну річки Свір, водогосподарської ділянки річки Шуя.